# Астапов, Афанасий Афанасьевич
Афана́сий Афана́сьевич Аста́пов (1840—1918) — русский антиквар-букинист и библиофил; прошел путь от мальчика в книжной лавке до владельца собственного книготоргового дела и авторитетного русского эксперта-книговеда.

## Биография
Родился 19 апреля (1 мая по новому стилю) 1840 года в Серпухове, происходил из серпуховских мещан Остаповых.
С 1862 года — Афанасий был подручным в книжных лавках таких букинистов, как Н. И. Крашенинников, П. В. Шишов, П. Л. Байков. В 1871 году он открыл собственное дело — книжную лавку в Москве у Проломных ворот («Пролом») Китай-города. Купив большую библиотеку профессора О. М. Бодянского (около 10 тыс. томов), стал широко известен среди библиофилов, которые прозвали его «Горбатый» за его физический недостаток. В 1884 году выкупил книжные запасы у разорившегося книготорговца Ивана Ивановича Кольчугина.
В лавке Астапова стали собираться московские книжники, она превратилась в своеобразный клуб, ставший ядром Московского библиографического кружка (устав кружка был утвержден 31 июля 1890 года). Афанасий Астапов был один из его учредителей, а также членом. Позже кружок был преобразован в Русское библиографическое общество. Будучи в преклонном возрасте, в 1908 году, передал своё дело И. М. Фадееву.
Интересно, что с момента продажи своего детища и до конца своей жизни, Астапов постоянно находился в магазине Фадеева, где для него было приобретено специальное редкое кресло, на котором он восседал, как почётная реликвия, не неся никаких обязанностей по обслуживанию магазина.
Умер 24 марта (6 апреля по новому стилю) 1918 года в Москве.
Об авторитете Астапова среди московских библиофилов свидетельствует юбилейная книга «К 50-летию книгопродавческой деятельности А. А. Астапова: 1 октября 1912», изданная другим русским библиографом и библиофилом — Львом Эдуардовичем Бухгеймом тиражом 99 экземпляров с пометкой «Не для продажи».